# Alectrias benjamini
Alectrias benjamini és una espècie de peix de la família dels estiquèids i de l'ordre dels perciformes.

## Descripció
- Fa 10 cm de llargària màxima,[8] encara que la seua mida normal és de 5.[9]
- 55-59 espines i cap radi tou a l'aleta dorsal.
- 1 espina i 39-41 radis tous a l'aleta anal.
- 60-64 vèrtebres.[10]

## Reproducció
És ovípar i els ous són protegits per la femella.

## Hàbitat i distribució geogràfica
És un peix marí, demersal (fins als 20 m de fondària) i de clima temperat, el qual viu al Pacífic nord-occidental: el sud de les illes Kurils, el Japó (des de Hokkaido fins al nord de Honshu), el golf de Bohai a la mar Groga i el mar del Japó des de l'estret de Tatària fins a la península de Corea.

## Observacions
És inofensiu per als humans.